# Биатлон савез Србије
Биатлон савез Србије је као такав основан 2006. године, тренутно броји дванаест клубова чланова и 37 регистрованих такмичара, од којих је око 20 наступало за репрезентацију Србије.
Биатлон савез Србије је заузима 26. место на IBU Ранг листи Нација у светском купу, док у Европском 18. место, од 39 (колико их је изборило учешће на Светски куп од 68), што представља изузетан успех с обзиром на веома мала средства којима располаже и тек 2013. године изграђеним условима условима за бављење овим спортом у Србији у Сјеници на Националном Биатлон Центру „Жари”.
Биатлон савез Србије је до сада имао преко 150 наступа на Светским куповима и преко 250 на IBU куповима од свог оснивања.
Помоћ савезу упутила је компанија Меридианбет.